# Pisse (rivière)
La Pisse est une rivière française dans le département de l'Orne et limitrophe de celui de la Mayenne, en région Normandie et des Pays de la Loire, et affluent droit de la Varenne, donc un sous-affluent du fleuve la Loire par la Mayenne et la Maine.

## Géographie
La Pisse prend sa source sur le territoire de la commune de Mantilly, au sud du bourg, à 200 mètres d'altitude, et prend la direction du sud-est puis de l'est. 
Elle se joint aux eaux de la Varenne entre Saint-Fraimbault et Soucé, à 108 mètres d'altitude, après un parcours de 15,2 km au sud-ouest du Domfrontais.

### Communes et cantons traversés
Dans les deux départements de la Mayenne et de l'Orne, La Pisse traverse les quatre communes suivantes, de l'amont vers l'aval, de Mantilly (source), Passais Villages, Saint-Fraimbault, Soucé (confluence). 
Soit en termes de cantons, la Pisse prend source dans le canton de Bagnoles de l'Orne Normandie, conflue dans le canton de Gorron, le tout dans les arrondissements d'Alençon et de Mayenne.
La Pisse traverse les deux intercommunalités de communauté de communes Andaine-Passais et communauté de communes du Bocage Mayennais.

### Bassin versant
Le bassin versant de la Pisse est de 562 km2[réf. nécessaire]. La Pisse traverse les deux zones hydrographiques « La Varenne de l'Egrenne (nc) à la Pisse (c) », et « La Varenne de la Pisse (nc) à la Mayenne (nc) ».

## Affluents
La Pisse a dix-sept tronçons affluents référencés, mais un seul est nommé et de plus de cinq kilomètres de longueur, le Chêne aux Fées, en rive droite, long de 8 km sur les deux communes de Passais Villages (source) et Saint-Fraimbault (confluence), avec trois affluents de deux kilomètres et de rang de Strahler deux et sept affluents d'un kilomètre, donc de rang de Strahler trois.
La Pisse a encore cinq affluents de trois ou deux kilomètres de longueur et de rang de Strahler deux, puis onze affluents de moins de trois kilomètres et de rang de Strahler un.

### Rang de Strahler
Le rang de Strahler de la Pisse est donc de quatre par le Chêne aux Fées.

## Hydrologie
Son régime hydrologique est dit pluvial océanique.